# أثناسيوس الأول (بابا الإسكندرية)
أثناسيوس (أثناسيوس الإسكندري - أثناسيوس الكبير - البابا أثناسيوس الأول الإسكندري - أثناسيوس المعترف -أثناسيوس الرسولي - باليونانية: Ἀθανάσιος) - (ولد في 293، توفي في 2 مايو 373) كان بطريرك الإسكندرية في القرن الرابع. تم الاعتراف به كقديس من الكنيسة الكاثوليكية مؤخرا بعد الكنائس الأرثوذكسية الشرقية وخاصة الكنيسة القبطية الأرثوذكسية، كما يعتبر عالم عظيم من قبل البروتستانت. أعلنته الكنيسة الكاثوليكية في روما أحد علماء الكنيسة الـ 33، ويعتبر أحد الآباء الأربعة الأعظم لدى الكنائس الشرقية، هو أب الكنيسة القبطية الأرثوذكسية ومعلمها الإيماني الأول.

## تاريخ
ولد أثناسيوس في الإسكندرية من أبوين وثنين، ويعتقد أنه ولد لعائلة مسيحية، على الرغم من القصص التي تخبر عكس ذلك، لأنه في كتاباته يروي أكثر من مرة عن عمته التي علمته بعض مبادئ الإيمان المسيحي، والأب الذي فعل الشيء نفسه، وكذلك كما ذكر (مرة واحدة) والدته تفعل الشيء نفسه. كما كان له أخ مسيحي، وبعد ذلك في حياته، في واحدة من الخمس التي قضاها في المنفى، اختبأ في قبر والده في ما يبدو وصفه بأنها مقبرة مسيحية. توفي والده وهو صغير وكان وهو صغير يلعب مع أصدقائه المسيحين تمثيلية المعمودية وكان يقوم بدور الكاهن في التمثيليه فرآه البابا إلكسندروس البطريرك التاسع عشر فأعجب به فاستفسر عنه ثم قام باستحضار أم أثناسيوس وبشرها بأنه سيكون لابنها شأن كبير في المسيحية فاستئذنها بأن يمكث معه ليعلمه وتم تعميدها هي وابنها وعلمه أصول المسيحية. وعندما اجتمع المجمع المسكوني الأول في نيقية لمحاربة مذهب آريوس عام 325م ذهب أثانسيوس وهو ما زال شماساً مع البابا إلكسندروس وجادل مذهب آريوس مخالفاً لعقيدته اللاهوتية واضعا قانون الإيمان بموافقة المجمع مما أثار خصومه وعندما تم اختياره بطريركاً خلفاً للبابا إلكسندروس لاقى اضطهادات كثيرة وتم نفيه عن كرسيه خمس مرات.
هو البابا رقم 20 من باباوات كنيسة الإسكندرية لقبته الكنيسة بحامى الإيمان نظراً لدفاعه وحفاظه على الإيمان الأرثوذكسى ضد البدع والهرطقات التي ظهرت في أيامه.

## نشأته
كان يتم تهيئته هذا ليقف بقوة أمام أريوس والأريوسيين، محافظًا على إيمان الكنيسة الجامعة بخصوص لاهوت السيد المسيح. فقد وُلد أثناسيوس في مصر حوالي عام 297 م، لأسرة من الإسكندرية ورآه البابا إلكسندروس (19) وهو مطل من شرفة البطريركية يقوم بدور عماد أصدقاء له على شاطئ البحر، فاستدعاه وحاوره فأحبه وقبله تلميذًا له وسكرتيرًا خاصًا.

## شبابه
بهذا تم تهيئه للعمل على مستوى عام وشامل. لم يُبتلع أثناسيوس في أعمال إدارية بل ركز بالأكثر على الدراسة العلمية والفلسفية والأدبية والقانونية، وأعطى اهتمامات للدارسات الإنجيلية اللاهوتية على أساس آبائي. ومما ألهب قلبه أن معلميه الذين يقرأ لهم أستشهد بعضهم في شبابه وربما عاين بنفسه شهادتهم من أجل تمسكهم بالإيمان بالسيد المسيح، فكانت كلماتهم مدعّمة في نفسه بالجهاد حتى الموت.

## تلمذته
أما بالنسبة للجانب النسكي فقد تتلمذ أثناسيوس فترة لدى أنبا أنطونيوس ألهبت فيه زهد العالم وحبه للعبادة والتأمل وعدم مهابة الموت. يظهر نضوجه المبكر من كتابيه «ضد الوثنيين»، «تجسد الكلمة» الذين وضعهما قبل عام 319 م، الأول دعا فيه الوثنيين إلى ترك الوثنية، والثاني عرض فيه فكرًا لاهوتيًا بأسلوب علمي عن التجسد الإلهي
ربنا موجود

## مجمع نيقية 325 م
في مجمع نيقية (سنة 325 م) قيل أن البابا ألكسندروس سام أثناسيوس قسًا أثناء المجمع ليعطيه حق الكلمة، فقد كان النجم اللامع، جادل الأريوسيين رافضي لاهوت المسيح، مدعي أنه «واحد مع الآب في الجوهر»

## بطريرك الكرازة المرقسية
حاول أثناسيوس الهروب حين وجد رجال الإكليروس مع الشعب يلحون على سيامته أسقفًا للإسكندرية بعد أن تنيح البابا ألكسندروس (عام 328)، ما عدا قلة من الأريوسيين والميليتيين (أتباع ميليتس أسقف أسيوط الذي أنكر الأيمان أثناء الاضطهاد ثم عاد فحرض الأساقفة على الانشقاق، وحاول اغتصاب الكرسي الباباوي حينما كان بطرس مسجونًا). سيم أسقفًا على الإسكندرية وبابا للكرازة وهو شاب (حوالي الثلاثين من عمره) وقد بقى سبع سنوات في جو من الهدوء، فيها سام فرمنتيوس أسقفًا على أكسوم بأثيوبيا (الأنبا سلامة)، وكان ذلك بداية تأسيس كنيسة أثيوبيا، حوالي سنة 330 م، وإن كان بعض الدارسين يرى أنها تحققت حوالي عام 357 م.وفي هذه الفترة قام بزيارة رعوية لصعيد مصر، فيها التقى باخوميوس الذي هرب من لقائه حتى اطمأن أنه لن يرسمه كاهنًا.

## مقاومته للأريوسين
مقاومة الأريوسيين له كان الأريوسيون مع الميليتيين على اتصال بيوسابيوس أسقف نيقوميديا يدبرون الخطط لتحطيم البابا أثناسيوس، فقد بقى حوالي أربعين عامًا لا يعرف طعم الراحة، نلحظها في النقاط التالية:
1. بتحريض يوسابيوس أصدر الإمبراطور قسطنطين أمره لأثناسيوس بقبول آريوس في الشركة، بعد أن ادعى الأخير توبته وكتب قانون إيمانه بصيغة ملتوية، وقد رفضه البابا، وكان ذلك حوالي سنة 330 م.
2. أبحر ثلاثة أساقفة ميليتيون إلى نيقوميديا يقدمون عريظة اتهام ضد البابا، وكان لدى الإمبراطور كاهنان كشفا كذبهم للإمبراطور، فأدانهم واستدعى البابا، فجاء وكشف بطلان حججهم ضده (إنه حطم كأس الأفخارستيا الذي يستخدمه أسخيراس الكاهن، وقتل الأسقف أرسانيوس... الأول أتى للبابا نادمًا ومعترفًا أنهم أغروه برشوة ليدعي كذبًا، والثاني كان مختفيًا في صور)
3. في سنة 335 عقد مجمع في صور يرأسه يوسابيوس القيصري يحركه يوسابيوس النيقوميدي، فيه قامت امرأة زانية تتهمه باغتصابه لها، فقام تلميذه الشماس تيموثاوس يحدثها كأنه أثناسيوس فقالت له بوقاحة أنه هو الذي سلبها عفتها وبتوليتها.... عندئذ خزي الكل! عرضوا أيضًا قضية الكاهن أسخيراس والأسقف أرسانيوس وجاءوا بشهود من اليهود يدعون أنهم موعوظون جدد. ومع ظهور براءته هاج المجمع وماج، فترك البابا المجمع وانطلق إلى القسطنطينية. وإذ شعر يوسابيوس وأعوانه بالخطر يلاحقهم أسرعوا ليدعوا بأن البابا هدد بمنع إرسال القمح من الإسكندرية إلى القسطنطينية، فهاج الملك ونفاه إلى تريف وكان ذلك في فبراير 336 م. في جرأة قال البابا للإمبراطور: «الرب يحكم بيني وبينك».... بعد مجمع صور عُقد مجمع في أورشليم - بعد تدشين كنيسة القبر المقدس- من الأريوسيين أصدروا قرارًا بعودة أريوس إلى الإسكندرية في غياب البابا المنفي، فعاد أريوس تحت حراسة مشددة لكن ثورة الشعب ضده ألزمت الوالي أن يطالب بسحبه ورده إلى القسطنطينية، فاستدعاه الإمبراطور. بذل يوسابيوس النيقوميدي كل الجهد لعودة أريوس للشركة الكنسية فكان البطريرك القسطنطيني الكسندروس مرّ النفس، ولما أُلزم بقبوله صلى إلى الله، فمات أريوس في مرحاض عام وهو في طريقه إلى الكنيسة. بعد حوالي عام إذ كان قسطنطين على فراش الموت أوصى بعودة البابا أثناسيوس إلى كرسيه، وبالفعل عاد ليجد الإسكندرية كلها تترقبه على الشاطئ كملاك انحدر إليهم من السماء!
4. لم يهدأ يوسابيوس النيقوميدي عن مقاومة البابا، فقد نجح في إقناع الإمبراطور أن يستدعي الوالي ثيوذوروس لأنه كان صديقًا للبابا ويرسل فيلاجيوس الكبادوكي عوضًا عنه، الذي كان قد حكم الإسكندرية قبلا (335 – 337 م) وهو عدو عنيف للبابا. قام الأريوسيون بأعمال شغب وتخريب وقتل لإثارة الإمبراطور بأن وجود البابا ينزع السلام عن الإسكندرية، كما وجهوا ضده اتهامات كاستيلائه على القمح الخاص بالفقراء، وإعلانهم أن عودته غير كنسية لأنها بدون قرار مجمعي، وقد نزل أنبا أنطونيوس يساند البابا المتألم
5. خلال عام 338 أنهمك يوسابيوس النيقوميدي في الانتقال من نيقوميديا إلى أسقفية القسطنطينية، لأن العاصمة كانت قد انتقلت رسميًا من نيقوميديا إلى القسطنطينية، وإذ نجح في ذلك تفرغ لمقاومة البابا أثناسيوس ففي نهاية 338 أقنع الإمبراطور قنسطانطيوس بعقد مجمع في إنطاكية، فيه يصدر قرارًا بعزل البابا، صدر الأمر وانطلق الرعاع إلى كنيسة ثيؤناس لقتله، فهرب البابا. تعرض الكهنة والرهبان مع الشعب حتى النساء إلى موجة مرة من العذابات بل وذُبح البعض وسُجن آخرون، وبعد أربعة أيام دخل غريغوريوس الكبادوكي كأسقف للمدينة يضطهد المؤمنين. لم يقف الرهبان مكتوفي الأيدي، فقد أرسل أنبا أنطونيوس عدة رسائل منها إلى الأسقف الدخيل وبعض الضباط يؤنبهم عن تصرفاتهم، كما بعث باخوميوس أفضل راهبين عنده هما زكاوس وتادرس ليسندا المؤمنين بالإسكندرية في غيبة البابا. سافر البابا أثناسيوس إلى روما ليلتقي بصديقه البابا يوليوس حيث كتب الأخير رسالة إلى يوسابيوس النيقوميدي وجماعته كطلب مجمع روما، في هذه الزيارة دخلت الرهبنة إلى الغرب، وتشبع الفكر اللاتيني بلاهوتيات أثناسيوس. اعتبر اتباع يوسابيوس رسالة يوليوس التي برأت البابا أثناسيوس إهانة لكرامتهم، فعقدوا مجمعًا بإنطاكية، وكتبوا له يتهكمون ويهددون لكن في شيء من الحذاقة. في سنة 342 التقى البابا أثناسيوس بإمبراطور الغرب قسطانس في ميلان وقد حاول اليوسابيون أن يصوروا لأخيه إمبراطور الشرق قسطنطيوس أنه تلاقى معه ليطلب عقد مجمع عام لأساقفة الشرق والغرب، وقد أكدّ البابا أنه لم يفعل ذلك، إنما كانت الفكرة لدى قسطانس قبل لقائه بالبابا.
6. رأى الإمبراطوران الشرقي والغربي أن يُعقد مجمع في سرديكا أي صوفيا (عاصمة بلغاريا) على حدود المملكتين وكان ذلك في عام 343، وقد جاء الأساقفة الأريوسيون من الشرق (كان يوسابيوس قد مات)، ورفضوا حضور المجمع لدخول البابا أثناسيوس وجماعته فيه، وإنما اجتمعوا في مدينة فيلوبوليس مقابل سرديكا وتقع في حدود مملكة الشرق، وقد تركوا خطابًا بيد يوستاثيوس كاهن كنيسة سرديكا يعتذرون أنهم اضطروا للرجوع لدعوة الإمبراطور لهم بعد عودته منتصرًا على الفرس، فيه حرموا هوسيوس ويوليوس وأثناسيوس وغيرهم. أما آباء مجمع سرديكا فوقعوا حرمانًا على أحد عشر أسقفًا أريوسيًا. استخدم الأريوسيون إجراءات حازمة لمنع دخول أثناسيوس ورجاله إلى الإسكندرية لكن الرب بدد مشورتهم بأيدٍ أريوسية، فقد أتى بعض الأريوسيين بامرأة شريرة ودخلوا بها إلى أسقفين كانا مندوبي الإمبراطور قسطانس موفدين إلى أخيه إمبراطور الشرق. وإذ دخلت المرأة إلى حجرة أحدهما ووجدته شيخًا وقورًا يغط في النوم صرخت، وتجمعت المدينة وأعلنت ما قد حدث، وبسببها عُزل الأريوسي إسطفانوس أسقف إنطاكية. هنا تيقظ ضمير إمبراطور الشرق ليدرك شر الأريوسيين وألاعيبهم فأمر بعودة جميع المنفيين بسببهم، بل وأرسل ثلاثة خطابات للبابا أثناسيوس يعلن فيها شوقه لرؤياه، مترجيًا عودته إلى كرسيه. قبل أن يذهب إلى الإمبراطور التقى أثناسيوس بصديقه الحميم يوليوس أسقف روما التي اهتزت نفسه بالفرح فكتب رسالة إلى كهنة الإسكندرية وشعبها يهنئهم على عودة أبيهم المناضل. التقى رجل الآلام بالإمبراطور، ثم انتقل إلى بلاده، ليستقبله شعبه بفرح عجيب عام 346 م، بعد غياب طال أكثر من سبع سنوات، فيه ذاق الشعب مرارة الحرمان من رعاية البابا مع سقوطهم تحت اضطهاد الأريوسيين والميليتيين لهم، فكان رجوعه سبب بركة إذ رسم الأساقفة للإيبارشيات الخالية وازداد عدد المكرسين للخدمة والمتبتلين والرهبان بصورة ضخمة، وانطلق الكل يود تعويض السنوات العجاف.
7. انتهز الأريوسيين قتل قسطانس صديق البابا أثناسيوس حيث قامت حرب أهلية بين قاتل قسطانس ماجننتيوس والإمبراطور قسطنطيوس الذي صار إمبراطورًا للشرق والغرب شغلت الإمبراطورية أكثر من ثلاث سنوات، واتهموا البابا أن له علاقة سرية بالقاتل. وإذ تخلص الإمبراطور من ماجننتيوس تفرغ لمقاومة البابا الذي كان يكن له كراهية بغيضة في داخله. وبغضب شديد ألزم أساقفة الشرق والغرب بعقد مجمعين في آرل بفرنسا وميلان لعزل البابا ونفيه، وقد احتمل بعض الأساقفة النفي مثل باولينيوس أسقف تريف، ولوسيفر مطران سردينيا، ويوسابيوس أسقف فرشيلي بإيطاليا، وديوناسيوس أسقف ميلان، وهوسيوس أسقف قرطبة الذي كان قد بلغ المائة من عمره، أما ليبريوس أسقف روما فقد ثابر إلى حين وأخيرًا زلّ صاغرًا ووقّع على وثيقة الأريوسيين بعد أن أمضى في النفي سنتين. هاجم الجند كنيسة ثيوناس بينما كان البابا يصلي مع الكهنة والشعب، وإذ ماجت الجموع وسط بريق السيوف أراد البابا أن يبقى حتى يخرج آخر شخص، لكن الكهنة والرهبان ألزموه بالانسحاب خاصة وأن الظلام حلّ بالموقع حين انطفأت الشموع والمصابيح. بقى أثناسيوس هاربًا ست سنوات يطلب الإمبراطور رأسه دون جدوى! قدم الإمبراطور جورج الكبادوكي أسقفًا يغتصب الشعب ويتسلم الكنائس عنوة ويجمع الأموال، لكنه لم يستطع أن يحتمل البقاء في الإسكندرية، فهرب ليعود بعد موت الإمبراطور (سنة 361) فيقتله الوثنيون الذين كانوا يبغضونه (ربما للاستيلاء على أمواله). كان أثناسيوس في منفاه الاختياري يتنقل من دير إلى دير ومن موضع إلى آخر، بقلبه الملتهب بحب الله وشعبه، يرعى أولاده خلال كتاباته العميقة، فكان خصبًا في إنتاجه الروحي. كتب سيرة الأنبا أنطونيوس، ودفاعه عن هروبه، وأرسل خطابات إلى أساقفة مصر وليبيا ولوسيفر أسقف كالاريس (كاجلياري بجزيرة سردينيا غرب إيطاليا) وإلى الرهبان المصريين، وأربع مقالات ضد الأريوسيين، وخمس رسائل عقائدية لسيرابيون أسقف تمى، وخطابات عن الروح القدس، وكتاب المجامع.

## يوليانوس
بموت قسطانطيوس وتولي يوليانوس الحكم ظهر البابا أثناسيوس عام 362 ومعه لوسيفر أسقف كلاديوس وأوسابيوس أسقف فرشيلي اللذان كانا منفيين بالصعيد. عقد البابا مجمعًا بالإسكندرية عام 362 دعي «مجمع القديسين والمعترفين»، إذ كان جميعهم قد حضروا من النفي أو نالوا عذابات، لكن لم يدم الحال، فقد شعر يوليانوس بخطورة البابا أثناسيوس على الوثنية فبعث لوالي الإسكندرية يقول بأن الأمر بعودة المنفيين إلى بلادهم لا إلى كراسيهم، آمرًا إياه بطرد أثناسيوس خارج مصر، فاضطر البابا إلى الاختفاء في مقبرة أبيه 6 شهور. وإذ شدد الإمبراطور على الوالي اضطر البابا إلى ترك الإسكندرية متجهًا إلى الصعيد في مركب لحقتها مركب الوالي، فسأله الجند عن أثناسيوس، أما هو فقال لهم: «إنه ليس بعيد عنكم» فأسرعوا نحو الصعيد، وعاد هو إلى مدينة كايرو بجوار ممفيس، وبعد فترة صار يتنقل بين الأديرة في الصعيد. قُتل يوليانوس وتولى جوفيان الحكم فأرسل خطابًا ودّيًا للبابا يدعوه للعودة، كما أمر بعودة كل المنفيين. رجع البابا إلى الإسكندرية حيث عقد مجمعًا فيه كتب خطابًا يحوي قانون الإيمان النيقوي، ثم انطلق لمقابلة الإمبراطور الذي قابله بالترحاب ليعود إلى الإسكندرية في فبراير 364، حاملاً معه خطابات الإمبراطور. مات جوفنيان في فبراير 364 وتولى فالنتينان الحكم في نفس الشهر فاستلم الغرب وسلّم أخاه فالنس الأريوسي الشرق.
بعث فالنس منشورًا بعودة جميع الأساقفة الذين سبق نفيهم في حكم يوليانوس إلى أماكن نفيهم، اضطر البابا أن يغادر الإسكندرية إلى بيت ريفي. وتحت ضغط الشعب رجع أثناسيوس إلى كرسيه بعد حوالي تسعة شهور (مايو 635 - فبراير366) فامتلأت الإسكندرية فرحًا. عاد البابا من نفيه الخامس وقد بلغ حوالي السبعين من عمره ليمارس رعايته لشعبه بروح متقدة بالغيرة، خاصة في تطهير البلد من كل فكر أريوسي. في عام 369 عقد مجمعًا بالإسكندرية من 90 أسقفًا للاهتمام بالفكر الإيماني المستقيم، وبقى عاملاً حتى بلغ الخامسة والسبعين من عمره ليسلم للأجيال وديعة الإيمان المستقيم بلا انحراف.

## رفاته المقدسة
يوجد جزء من رفاته المقدسة في مزار مخصص له أسفل الكاتدرائية الكبرى بالعباسية بجوار مزار مارمرقس الرسول

## معرض صور

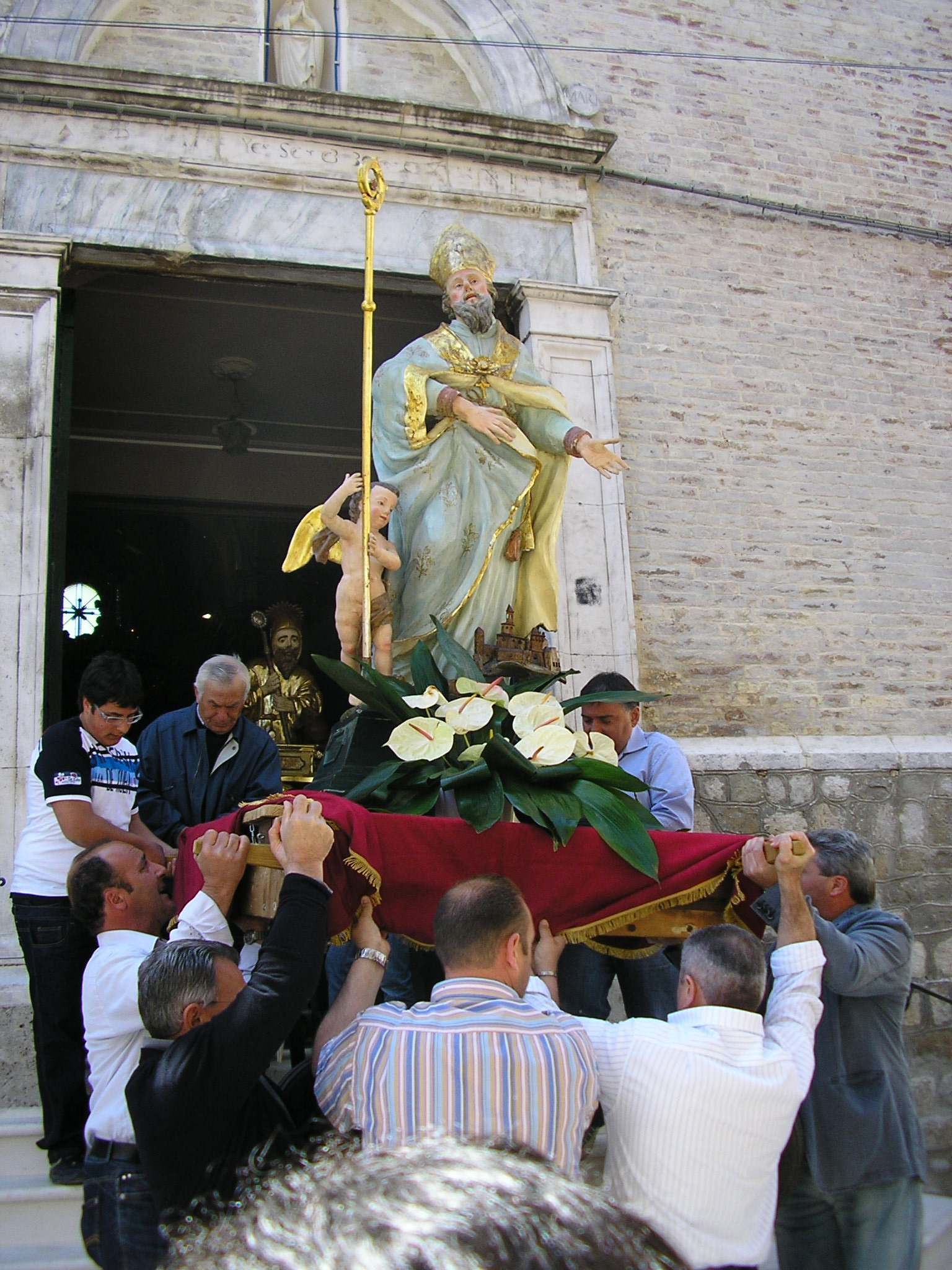
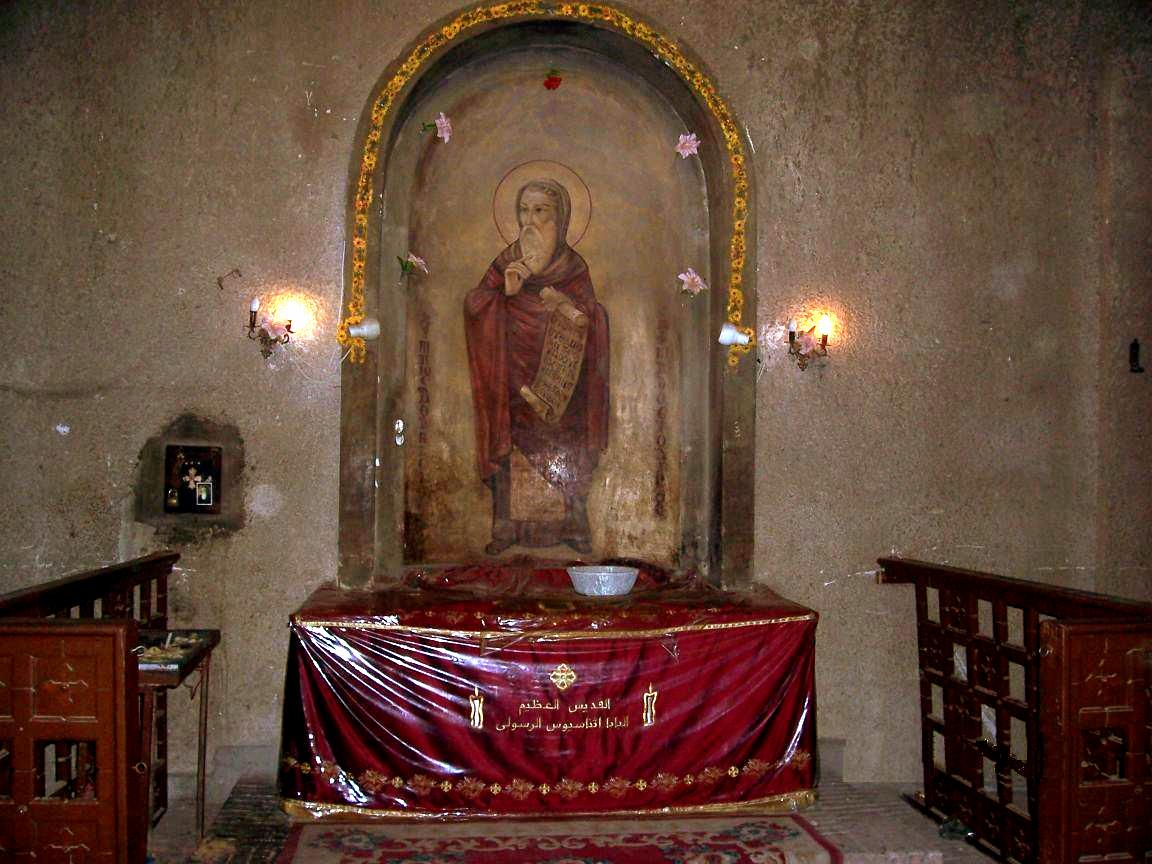
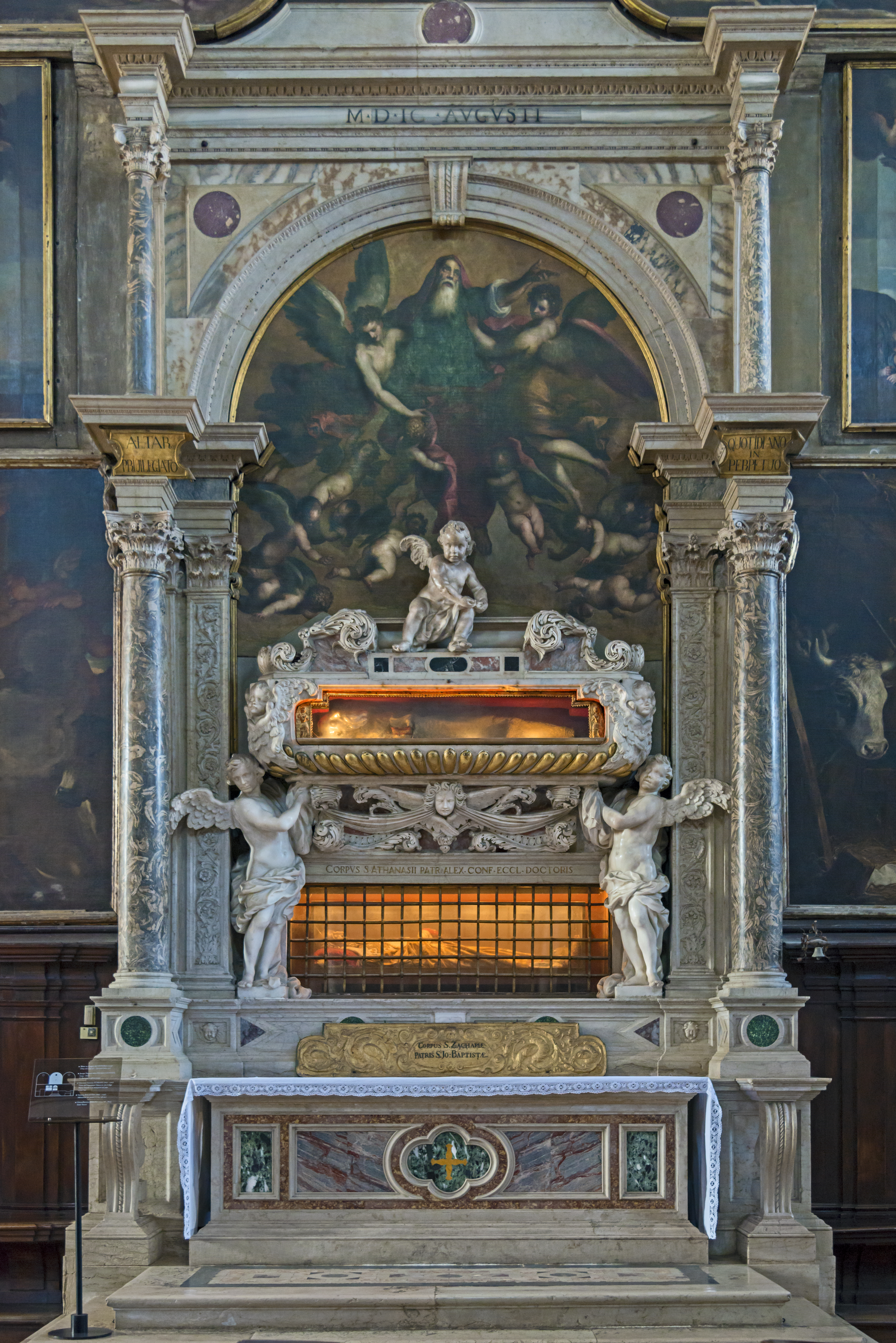

## روابط خارجية
- أثناسيوس على موقع الموسوعة البريطانية (الإنجليزية)
- أثناسيوس على موقع إن إن دي بي (الإنجليزية)